# 丹·麥基
丹尼尔·詹姆斯·麦基（英語：Daniel James McKee，1951年6月16日—）是一位美國政治人物和商人，現任羅德島州州長（第76任），他是民主黨籍，曾擔任羅德島州副州長。
2021年吉娜·雷蒙多被確認擔任美國商務部長，麦基並繼任為州長。

## 外部連結
- Governor Dan McKee （页面存档备份，存于） official government website
- McKee for Governor （页面存档备份，存于） campaign website
- C-SPAN內的頁面（英文）

- 智慧投票计划中的傳記、投票紀錄及利益集團評級